# Йован Бабунски
 Тази статия е за сърбоманския войвода.  За солунския войвода на ВМРО вижте Иван Бабунски.  
Йован Стоилков Стойков (на сръбски: Јован Стојковић Бабунски или Jovan Stojković Babunski; на македонска литературна норма: Јован Стојковиќ Бабунски), известен повече като Йован Бабунски, е македонски сърбоманин, един от основните войводи на Сръбската въоръжена пропаганда в Македония в началото на XX век.

## Биография

### Легална дейност
Йован Стойков е роден през 25 декември 1878 година в Мартолци в областта Азот. Псевдонимът му Бабунски произлиза от името на планината Бабуна. Учи в продължение на две години в село Оморани, след което на десетгодишна възраст баща му го записва във Велешкото българско училище, където учи една година. По-късно учи в българските училика във Войница и Богомила, като завършва четвърто отделение. По-късно заради тежкото материално положение баща му го изпраща в Белград, където учи в гимназия като стипендиант на дружеството „Свети Сава“. В „Свети Сава“ личен настойник му е Милош Милоевич. В 1891 година влиза в семинарията, а след затварянето ѝ в 1892 година учи във Валево, където завършва местната гимназия. Записва се в педагогическо училище в Ниш, където учи два класа и след това завършва педагогическото училище в Белград.
Стойков се връща в Македония като завършен сърбоманин и става сръбски учител в Теово. През 1900 година става учител в село Богомила, известно като едно от първите селища, поддали се на сръбската пропаганда в областта и свърталище на четата на сърбомана Григор Соколович. След добрата школовка на Йован Бабунски из сръбските гимназии той е един от основните пропагандатори на сръбството в Македония. Поради шпиониране в полза на османските власти Георги Сугарев ликвидира брата и бащата на Бабунски. След Илинденско-Преображенското въстание в 1903 година Бабунски бяга в Сърбия. В 1905 година формира чета от 35 души във Враня и на 26 март минава границата и след 15 дена стига във Велешко. Семейството му се преселва в Белград, където Бабунски купува къща.

### Начело на сърбоманска чета
Четата на Бабунски действа във Велешко и Поречието заедно с четите на Тренко Руянов, Глигор Соколов, Василие Търбич и Цено Марков. Бабунски води поредица сражения с четите на ВМОРО, водени от Иван Алябака, Блаже Биринчето, Стефан Димитров, Панчо Константинов и Георги Сугарев.
След Младотурската революция в 1908 година Бабунски се легализира, но през 1910 г. убива Петър Чупаров от ВМОРО. Преследван е от османските власти, заловен и осъден на 10 години затвор, но успява да избяга в Сърбия.
През 1912 година по време на Балканската война Йован Бабунски е начело на сърбоманска чета, подпомагаща настъпващата сръбска войска. Ранен е в крака по време на Кумановската битка и се лекува във Вранската болница. В 1913 година участва в потушаването на Тиквешкото въстание. След войната става секретар на Министарството на просветата и църковните дела във Велес.
Срещу Благовец на 1914 година четата на Бабунски избива и изхвърля във варницата в двора на църквата „Св. св. Константин и Елена“ в Разловци всички свещеници и клисари от околните села, за които се подозирало, че са пробългарски настроени.
Веднага след избухването на Първата световна война през юли 1914 година отново застава начело на чета. Сражава се в Белград, където отбранява три дни железопътен мост на Сава. След края на мобилизацията, четата му е включва в редовната армия. След разгрома на Сърбия през ноември 1915 година отстъпва от Велешко със 122 френска дивизия. Сражава се на формирания Солунския фронт. В 1916 година е разположен южно от Преспанското езеро със задача да блокира пътя Корча – Лерин, което трябва да попречи на връзките между прогерманското атинско правителство и щабовете на Централните сили в Македония. В края на войната се уволнява като поручик. Награден е с високи сръбски и френски военни отличия – Караджорджева звезда с мечове IV степен, два Почетни легиона, руски орден на Светия кръст ІV степен, английски военен орден, Бял орел с мечове, Златен и Сребърен медал за храброст.
След възстановяването на сръбската власт във Вардарска Македония през есента на 1918 година Бабунски е начело на голяма чета, която извършва убийството на много българи. Само в Тиквешко са убити показно около 30 души – свещеници, кметове, бивши учители и други – Иван Даскалов, кмет на Бегнище, поп Христо Мицев от Чемерско, Петър Константинов, български учител в Ресава, Иван Паризов от Дибранец, кмет на Дреново и много други. На 15 ноември 1918 година четата му избива в Суровичево местните българи Гьока Митредимев, Кръста Митредимев, Васил Гюшев, Никола Петрочанов и Григор Милачев.
В края на 1919 година отрядът му е разформирован. Същевременно в отчета си до коменданта на Трета армейска област от януари 1920 г. Бабунски съобщава, че се е срещнал с Милан Георгиев, който току-що се е завърнал от София, където е разговарял с отговорни дейци на ВМРО. Те му съобщили, че са взели решение да отправят молба до сръбското правителството да им разреши автономно управление. Ако то не се съгласи, тогава ВМРО ще извоюва това с оръжие. Бабунски предупреждава коменданта, че ако правителството наистина се съгласи с подобно искане, това би било голям провал. Той умира през февруари 1920 година във Велес след кратко боледуване вследствие на контузия при падане от кон или според други източтици от грип. Според Иван Крайничанец умира от рана, нанесена му с нож от измъчвания от Бабунски български свещеник Иван Андов. Разкрития за злодействата във Велешко, публикувани в социалистическия вестник „Радничке новине“, карат властите да забранят избиванията на мирни граждани.
След смъртта на Бабунски, през октомври 1924 година край железопътната линия до село Теово е изграден негов паметник, който е разрушен от българските власти през 1941 г.
Правнук на Йован Бабунски е футболистът Бобан Бабунски.